# Cristiano Lucarelli
Cristiano Lucarelli (Livorno, 4 oktober 1975) is een Italiaans voormalig voetballer en huidig voetbaltrainer die als aanvaller speelde. In 2005 debuteerde hij in het Italiaans voetbalelftal.

## Spelersloopbaan
Lucarelli begon zijn carrière bij Perugia in het seizoen 1993/94, maar werd het seizoen erop uitgeleend aan Cosenza. Daarna wisselde hij per seizoen van club, van Padova naar Atalanta Bergamo naar Valencia en daarna naar Lecce. Hier speelde hij twee seizoenen, voordat hij voor twee seizoenen naar Torino vertrok. In de zomer van 2003 verhuisde hij naar Livorno. Hij had een groot aandeel in de terugkeer van de club in de Serie A, nadat hij in seizoen 2003/04 38 wedstrijden speelde en daarin 29 keer scoorde. In het seizoen 2004/05 werd hij topscorer van de Serie A met 24 doelpunten in 35 wedstrijden. Livorno werd dat jaar achtste in de Serie A. In 2005/06 en 2006/07 maakte hij 19 en 20 doelpunten.
Hij verruilde in januari 2008 Sjachtar Donetsk voor Parma, dat hem gedurende het seizoen 2009/10 verhuurde aan Livorno en in augustus 2010 aan Napoli.

## Olympische Spelen
Lucarelli vertegenwoordigde zijn vaderland op de Olympische Spelen 1996 in Atlanta, waar de Italiaanse olympische selectie onder leiding van bondscoach Cesare Maldini al in de groepsronde werd uitgeschakeld.

## Clubstatistieken
| Seizoen | Club             | Competitie           | Duels | Goals |
| ------- | ---------------- | -------------------- | ----- | ----- |
| 1992/93 | Cuoiopelli       | Nazionale Dilettanti | 28    | 5     |
| 1993/94 | Perugia          | Serie C1             | 2     | 0     |
| 1994/95 | Perugia          | Serie B              | 5     | 0     |
| 1995/96 | Cosenza          | Serie B              | 32    | 15    |
| 1996/97 | Padova           | Serie B              | 34    | 14    |
| 1997/98 | Atalanta Bergamo | Serie A              | 26    | 5     |
| 1998/99 | Valencia         | Primera División     | 13    | 1     |
| 1999/00 | Lecce            | Serie A              | 30    | 15    |
| 2000/01 | Lecce            | Serie A              | 29    | 12    |
| 2001/02 | Torino           | Serie A              | 30    | 9     |
| 2002/03 | Torino           | Serie A              | 26    | 1     |
| 2003/04 | Livorno          | Serie B              | 41    | 29    |
| 2004/05 | Livorno          | Serie A              | 35    | 24    |
| 2005/06 | Livorno          | Serie A              | 36    | 19    |
| 2006/07 | Livorno          | Serie A              | 34    | 20    |
| 2007    | Sjachtar Donetsk | Vysjtsja Liha        | 12    | 4     |
| 2007/08 | Parma            | Serie A              | 16    | 4     |
| 2008/09 | Parma            | Serie B              | 29    | 12    |
| 2009/10 | → Livorno        | Serie A              | 28    | 10    |
| 2010/11 | → Napoli         | Serie A              | 9     | 1     |
| 2011/12 | → Napoli         | Serie A              | 3     | 0     |

## Erelijst
Als speler
 Perugia
- Lega Pro Prima Divisione: 1993/94

 Valencia
- Copa del Rey: 1998/99
- UEFA Intertoto Cup: 1998

 Sjachtar Donetsk
- Premjer Liha: 2007/08
- Beker van Oekraïne: 2007/08

 Napoli
- Coppa Italia: 2011/12

Individueel
- Topscorer Serie A: 2004/05

Als trainer
 Ternana
- Serie C: 2020/21 (Girone C)